# Envelliment dels transistors

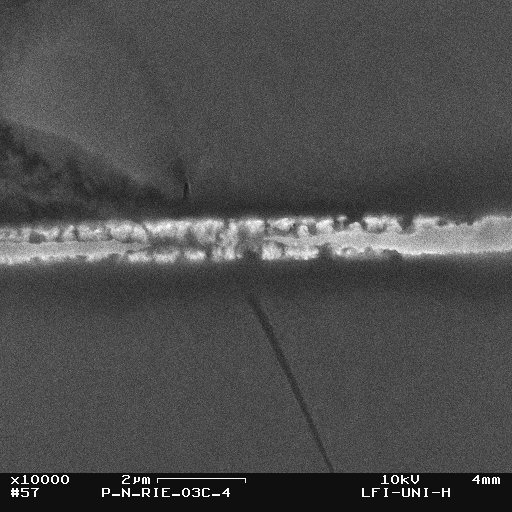
Imatge SEM d'una fallada causada per electromigració en una interconnexió de coure. La passivació ha estat eliminada per RIE i HF.

L'envelliment dels transistors (de vegades anomenat envelliment del silici) és el procés en què els transistors de silici desenvolupen defectes al llarg del temps a mesura que s'utilitzen, degradant el rendiment i la fiabilitat i, finalment, fallant del tot. Malgrat el nom, mecanismes similars poden afectar transistors fets de qualsevol tipus de semiconductor. Els fabricants compensen això (així com els defectes de fabricació) fent servir xips a velocitats més lentes del que són capaços inicialment.
Les principals causes de l'envelliment dels transistors en els MOSFET són l'electromigració i la captura de càrrega.
L'electromigració és el moviment dels ions provocat per la quantitat de moviment de la transferència d'electrons al conductor. Això es tradueix en la degradació del material, provocant fallades intermitents molt difícils de diagnosticar, i una eventual fallada.
La captura de càrrega està relacionada amb la ruptura de l'òxid de la porta depenent del temps i es manifesta com un augment de la resistència i la tensió de llindar (la tensió necessària perquè el transistor pugui conduir) i una disminució del corrent de drenatge. Això degrada el rendiment del xip amb el temps, fins que finalment els llindars col·lapsen. La captura de càrrega es produeix de diverses maneres:
- La injecció de transportador calent (HCI) és on els electrons guanyen prou energia per filtrar-se a l'òxid, quedant-hi atrapats i possiblement danyant-lo.
- També pot produir-se soroll de telègraf aleatori (RTN), on el corrent de drenatge oscil·la entre diversos nivells discrets i s'agreuja amb l'augment de la temperatura.
- La inestabilitat de temperatura de biaix (BTI) és on la càrrega es filtra a l'òxid quan s'aplica tensió a la porta, fins i tot sense que el corrent flueixi pel transistor. Quan s'elimina la tensió de la porta, les càrregues es dissipen gradualment entre mil·lisegons o hores.

John Szedon i Ting L. Chu van determinar que la captura de càrrega era un mitjà viable per emmagatzemar informació digital i es va desenvolupar en les tecnologies de memòria flash SONOS, MirrorBit i 3D NAND.